# Futebol Clube de Penafiel
O Futebol Clube de Penafiel é um clube histórico do futebol português fundado na cidade de Penafiel a 8 de fevereiro de 1951, pela fusão de dois clubes que à data denominavam como “União Desportiva Penafidelense” e “Sport Club de Penafiel”. Atualmente disputa na Liga Portugal 2, o segundo escalão do futebol português.

## História

### Os primeiros clubes em Penafiel
Anteriormente ao seu surgimento já tinham sido criados outros clubes na cidade, mas que acabaram por desaparecer, foram eles, o Sport Club de Penafiel e a União Desportiva Penafidelense. O Sport Club de Penafiel foi a primeira formação a surgir, a 17 de abril de 1923. Dez anos depois, em 1932, surge a União Desportiva Penafidelense. Em 1946 os dois clubes fundiram-se dando origem ao Club Desportivo de Penafiel. O Club Desportivo de Penafiel somente existiu durante 2 anos, até 1948, uma vez que acabou por nunca reunir o total consenso e o apoio da massa associativa proveniente do Sport Club de Penafiel e da União Desportiva Penafidelense.

### O nascimento do FC Penafiel
Em 8 de fevereiro de 1951, após anos de ausência de um clube desportivo que representasse a cidade, surge o FC Penafiel, que adotou o emblema e equipamento com as mesmas cores (vermelho e preto) do antigo Sport Clube de Penafiel e que se mantêm até hoje.

Cores do Clube: Vermelho e Preto

### Desempenho Desportivo
A primeira subida do clube foi em 1955, subida à 2ª Divisão da AF Porto. Após 4 anos de vida o clube tinha o seu primeiro título (3ª Divisão da AF Porto). Em 1957 o FC Penafiel subiu à 1ª Divisão da AF Porto e em 1958 à 3ª divisão nacional, nestes anos já tinha jogadores de referência como o famoso Silva Pereira ou o Manolo, guarda-redes espanhol que se ia buscar à fronteira para jogar pelo clube.
Em 7 anos o FC Penafiel subiu à 3ª divisão nacional, um grande feito. Em 1965 após descidas e subidas subiu à 2ª divisão nacional, nos jogos de apuramento a 2 mãos com o Rio Ave o Penafiel empatou 2-2 em Vila do Conde e em Penafiel goleou 7-0 com quatro golos de Silva Pereira. Grande festa em Penafiel. Nesta época para além de Silva Pereira, o clube conta com jogadores como Amánio, Aparício, Quintino e Nélson. Jogadores estes que deram muitas alegrias a Penafiel.
Em menos de 7 anos o FC Penafiel subiu à 3ª divisão nacional, um grande feito. Em 1965 subiu à 2ª divisão nacional, nos jogos de apuramento a 2 mãos com o Rio Ave o Penafiel empatou 2-2 em Vila do Conde e em Penafiel goleou 7-0 com quatro golos de Silva Pereira. Grande festa em Penafiel. Nesta época para além de Silva Pereira, o clube conta com jogadores como Amánio, Aparício, Quintino e Nélson. Jogadores estes que deram muitas alegrias a Penafiel.
Durante 15 anos o Penafiel esteve na 2ª divisão zona norte e em 1980 um sonho tornado realidade a 1ª divisão nacional, num tempo que o FC Penafiel levava 20.000 pessoas ao futebol.. Até 1992 Penafiel viveu grandes dias de futebol com 10 presenças na 1ª divisão.
De 1992 a 2004, o Penafiel esteve a disputar a Liga de Honra, tendo neste ano de ouro para o futebol português a tão desejada volta ao escalão maior do futebol nacional, num jogo decisivo em casa frente ao Leixões num estádio cheio mas muito longe dos 20.000 mil adeptos da década de 80.
Permaneceu 2 anos na 1ª divisão, e logo de seguida 2 anos na Liga Vitalis, em 2007-08 não aguentou uma época francamente má e desceu para a II Divisão B.
A melhor posição alcançada pela equipa de Penafiel no Campeonato Nacional foi o 10º lugar, facto que ocorreu nas temporadas de 1980/81 e 1987/88.
Na época de 1985/86, com o treinador Fernando Cabrita, o clube penafidelense atingiu as meias-finais da Taça de Portugal, onde foi derrotado pelo Benfica.
Em 2014/15 o clube duriense volta a subir para o principal escalão português de futebol, após uma grande temporada na segunda divisão, ficando em terceiro lugar no campeonato.
Na primeira liga o clube não conseguiu garantir a manutenção e desceu para a Segunda Liga na época 2015/16.
Pela equipa de Penafiel já passaram jogadores como Diego Costa, Sérgio Conceição, Jorge Costa, Pedro Emanuel e Carlos Secretário (atletas que posteriormente ingressaram no FC Porto). 

### O caso Penafielgate
Logo no início da década de 1990 ocorre em Penafiel um dos casos mais mediáticos de corrupção desportiva do futebol português.
A 10 de novembro de 1990, num jogo que opõe o Penafiel ao Belenenses, o árbitro Francisco Silva é abordado pelo Presidente do Conselho de Arbitragem da FPF com uma suposta gravação onde o árbitro pedia a Manuel Rocha, então Presidente do emblema duriense, uma quantia de 2000 contos para favorecer a equipa penafidelense. 
Francisco Silva acabaria por ser retirado da arbitragem por parte da Federação Portuguesa de Futebol após processo disciplinar.
Contudo, o caso foi arquivado em 2006 por falta de provas do sucedido.

### Morte de André Silva
Na madrugada do dia 3 de julho de 2025, o avançado André Silva, jogador do clube, juntamente com o seu irmão, o também futebolista Diogo Jota, do Liverpool, seguiam num veículo desportivo Lamborghini Huracán na A-52, no sentido de Benavente, na Espanha. Ao fazer uma ultrapassagem por alturas do quilômetro 65, no concelho de Cernadilla, província de Zamora, um dos pneus terá talvez rebentado, causando a derrapagem e posterior incêndio do carro, resultando na morte dos dois jogadores. O embate causou um incêndio de grande intensidade, que se propagou à vegetação circundante, mobilizando vários elementos das corporações de bombeiros da cidade vizinha de Rionegro del Puente. 
O Penafiel publicou um comunicado em suas redes sociais lamentando a morte dos dois jogadores:
"O Futebol Clube Penafiel manifesta o seu mais profundo pesar pelo falecimento trágico de André Silva e do seu irmão Diogo Jota, vítimas de um acidente de viação ocorrido nas últimas horas.

A perda de duas vidas tão jovens e ligadas ao mundo do futebol enche-nos de dor e consternação. Neste momento tão difícil, o Futebol Clube Penafiel endereça as mais sinceras condolências à família, amigos e a todos aqueles que partilharam com André e Diogo momentos de vida e de paixão pelo desporto.
O clube decretará luto oficial e prestará homenagem nos próximos compromissos desportivos.

Descansem em paz."— FC Penafiel sobre a morte de Diogo Jota e André Silva.

## Emblemas

Emblema do Sport Club de Penafiel (1923-1946)
Emblema do União Desportiva Penafidelense (1932-1946)
Antigo emblema do FC Penafiel

## Formação
Na equipa penafidelense foram formados jogadores como Nuno André Coelho, Abel Ferreira, Bruno Amaro, Vítor Silva, Nuno Morais e José Fonte. 
Uma das características do clube tem sido, nos últimos anos, a vertente de formação de jovens futebolistas, o que tem originado que anualmente apresente cerca de 450 a 500 jovens nos seus escalões de futebol juvenil.
Em 2011/2012 a equipa de Juniores A vence o campeonato da segunda divisão nacional, conquistado assim o primeiro título nacional de futebol do clube.

## Equipa B
Em 2017 o FC Penafiel junta-se à criação de uma equipa B de futebol, num projeto que foi também levado a cabo pelas equipas do Rio Ave, Paços de Ferreira e Boavista. Estas equipas começaram a jogar na Divisão de Elite, sem poderem subir aos campeonatos nacionais nas duas primeiras épocas desportivas.

## Futebol Feminino
A primeira vez que o clube teve equipa de futebol feminino foi em 1975. Tiveram a sua primeira aparição em público em novembro de 1975, onde realizaram um Magusto de confraternização. 
Em julho de 2023 e após algumas décadas sem a modalidade António Gaspar Dias o Presidente do clube de então, anunciou o regresso da equipa sénior feminina, com um departamento autónomo. 

## Recintos desportivos

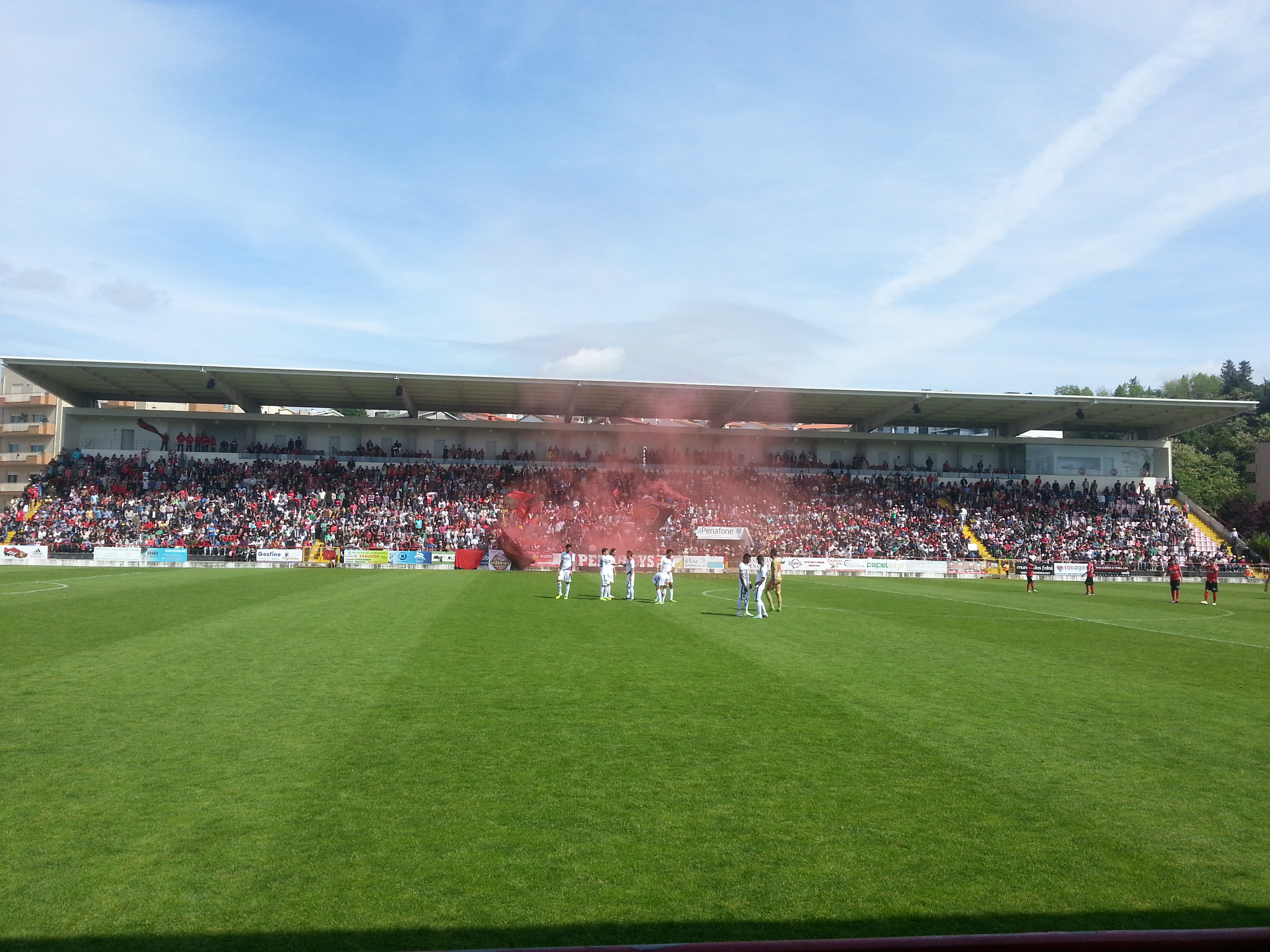
Estádio Municipal 25 de Abril no último jogo da época 2013-2014, em que o clube conseguiu a subida à 1ª Divisão.

### O Estádio
O estádio do clube, pertencente à autarquia local, foi inaugurado a 21 de Janeiro de 1934 com o nome de Estádio de Leiras, por estar situado na zona com o mesmo local.
Após a revolução de 25 de Abril de 1974, gerou-se, entre os adeptos penafidelenses, uma divisão quanto ao nome a ser atribuído ao estádio.
Por um lado, existia uma fação de pessoas que pretendia iniciar uma nova etapa da vida do clube e propunha que o recinto passasse a chamar-se Estádio Municipal 25 de Abril e por outro, um grupo de adeptos que desejavam que o estádio mantivesse o nome anterior.
Após alguns desentendimentos, realizou-se uma assembleia municipal, na qual ficou decidido que o recinto passaria a chamar-se Estádio Municipal 25 de Abril, em consonância com a data da revolução.
Depois da última subida de divisão, o estádio foi alvo de intervenções para conseguir receber os jogos da equipa na primeira divisão.
O estádio tem uma capacidade para cerca de 5.230 espetadores.

### Penafiel Stadium Center
Em finais de 2007 foi anunciado pela Câmara Municipal de Penafiel a construção de um novo estádio, junto à estação ferroviária em Novelas. O estádio, numa fase inicial, teria capacidade para 4500 pessoas, mas poderia ter uma capacidade a rondar os 12 mil espectadores. A construção deste novo estádio estava envolvida num empreendimento que envolveria um hotel, um retail park e bombas de gasolina, num investimento total de 100 milhões de euros. Contudo, a obra nunca chegou a avançar, devido uma providência cautelar e à crise financeira surgida em 2007/08.

### Campos de treino e formação
O clube conta ainda com um campo de treinos (relvado natural) e um campo sintético, este último destinado à formação. Este dois campos situam-se nas traseiras do estádio.

## Plantel Atual
Atualizado em 30/08/2022

## Palmarés
Futebol sénior
| Regionais  | Regionais                          | Regionais | Regionais  | Regionais |
| Competição | Competição                         | Títulos   | Temporadas | Ref.      |
| ---------- | ---------------------------------- | --------- | ---------- | --------- |
|            | Campeonato distrital- I Divisão    | 1         | 1963-64    | [ 8 ]     |
|            | Campeonato Distrital - II Divisão  | 1         | 1956-57    | [ 8 ]     |
|            | Campeonato Distrital - III Divisão | 1         | 1954-55    | [ 8 ]     |
|            | Taça de Honra da AF Porto          | 1         | 1981-82    | [ 8 ]     |

Formação
| Nacionais  | Nacionais                                       | Nacionais | Nacionais                 | Nacionais |
| Competição | Competição                                      | Títulos   | Temporadas                | Ref.      |
| ---------- | ----------------------------------------------- | --------- | ------------------------- | --------- |
|            | Campeonato Nacional da 2ª Divisão de Juniores A | 1         | 2011-12                   | [ 9 ]     |
| Regionais  |                                                 |           |                           |           |
| Competição | Competição                                      | Títulos   | Temporadas                | Ref.      |
|            | 1ª Divisão de Juniores B da AF Porto            | 2         | 2009-10, 2016-17          |           |
|            | 1ª Divisão de Juniores C da AF Porto            | 3         | 2011-12, 2013-14, 2021-22 |           |
|            | 2ª Divisão de Juniores C da AF Porto            | 2         | 2015-16, 2018-19          |           |
|            | Campeonato - Jun.C S14 da AF Porto              | 1         | 2021-22                   |           |
|            | 1ª Divisão de Juniores D da AF Porto            | 2         | 2012-13, 2015-16          |           |

## Histórico

### Presenças e Performances
| Nacionais | Nacionais             | Nacionais | Nacionais                      | Nacionais |
|           | Competição            | Presenças | Melhor posição                 | Ref.:     |
| --------- | --------------------- | --------- | ------------------------------ | --------- |
|           | Primeira Liga         | 13        | 10º                            |           |
|           | Segunda Liga          | 27        | 3º                             |           |
|           | II Divisão (2 Nível)  | 17        | 2º                             |           |
|           | II Divisão (3 Nível)  | 1         | 1º [Serie B]                   |           |
|           | III Divisão (3 Nível) | 8         | 1º [I Fase - Zona A - Série 1] |           |
|           | Taça de Portugal      | 58        | Meias-finais                   |           |
|           | Taça da Liga          | 14        | Fase de grupos                 |           |

### Classificações por época
| Época     | Divisão   | Divisão   | Divisão   | Performance nos jogos da Divisão | Performance nos jogos da Divisão | Performance nos jogos da Divisão | Performance nos jogos da Divisão | Performance nos jogos da Divisão | Performance nos jogos da Divisão | Performance nos jogos da Divisão | Performance nos jogos da Divisão | Taças     | Taças     | Info.                            |
| Época     | 1ª        | 2ª        | 3ª        | Pts.                             | PJ                               | V                                | E                                | D                                | GM                               | GS                               | Dif.                             | TP        | TL        | Info.                            |
| --------- | --------- | --------- | --------- | -------------------------------- | -------------------------------- | -------------------------------- | -------------------------------- | -------------------------------- | -------------------------------- | -------------------------------- | -------------------------------- | --------- | --------- | -------------------------------- |
| 1951-1957 | Sem dados | Sem dados | Sem dados | Sem dados                        | Sem dados                        | Sem dados                        | Sem dados                        | Sem dados                        | Sem dados                        | Sem dados                        | Sem dados                        | Sem dados | Sem dados |                                  |
| 1957-1958 |           |           | 6         | 9                                | 14                               | 4                                | 1                                | 9                                | 18                               | 29                               | -11                              | N.A.      | -         |                                  |
| 1958-1959 |           |           | 3         | 17                               | 14                               | 7                                | 3                                | 4                                | 25                               | 14                               | +11                              | N.A.      | -         |                                  |
| 1959-1960 |           |           | 2         | 21                               | 14                               | 9                                | 3                                | 2                                | 47                               | 19                               | +28                              | N.A.      | -         | Fase I                           |
| 1959-1960 |           |           | 3         | 4                                | 6                                | 1                                | 2                                | 3                                | 14                               | 14                               | -1                               | N.A.      | -         | Fase II (Apuramento de campeão)  |
| 1960-1961 |           |           | 2         | 15                               | 14                               | 4                                | 7                                | 3                                | 37                               | 15                               | +22                              | N.A.      | -         |                                  |
| 1961-1962 |           |           | ?         | Sem dados                        | Sem dados                        | Sem dados                        | Sem dados                        | Sem dados                        | Sem dados                        | Sem dados                        | Sem dados                        | N.A.      | -         |                                  |
| 1962-1963 |           |           | 6         | 7                                | 10                               | 3                                | 1                                | 6                                | 15                               | 18                               | -3                               | N.A.      | -         |                                  |
| 1963-1964 |           |           | 2         | 12                               | 10                               | 5                                | 2                                | 3                                | 24                               | 12                               | +12                              | N.A.      | -         |                                  |
| 1964-1965 |           |           | 1         | 16                               | 10                               | 8                                | 0                                | 2                                | 31                               | 10                               | +21                              | N.A.      | -         | Fase I                           |
| 1964-1965 |           |           | MF        | Eli.                             | 3                                | 1                                | 1                                | 1                                | 9                                | 6                                | +3                               | N.A.      | -         | Fase II (Apuramento de campeão)  |
| 1965-1966 |           | 7         |           | 25                               | 26                               | 11                               | 3                                | 12                               | 43                               | 38                               | +5                               | 1/32      | -         |                                  |
| 1966-1967 |           | 11        |           | 23                               | 26                               | 11                               | 1                                | 14                               | 32                               | 45                               | -13                              | 1/16      | -         |                                  |
| 1967-1968 |           | 4         |           | 26                               | 26                               | 12                               | 2                                | 12                               | 37                               | 37                               | 0                                | 1/16      | -         |                                  |
| 1968-1969 |           | 11        |           | 21                               | 26                               | 8                                | 5                                | 13                               | 32                               | 41                               | -9                               | 1/64      | -         |                                  |
| 1969-1970 |           | 8         |           | 24                               | 26                               | 10                               | 4                                | 12                               | 36                               | 42                               | -6                               | 1/32      | -         |                                  |
| 1970-1971 |           | 12        |           | 22                               | 26                               | 8                                | 6                                | 12                               | 34                               | 37                               | -3                               | 1/64      | -         |                                  |
| 1971-1972 |           | 10        |           | 29                               | 30                               | 10                               | 9                                | 11                               | 32                               | 42                               | -10                              | 1/64      | -         |                                  |
| 1972-1973 |           | 14        |           | 25                               | 30                               | 9                                | 7                                | 14                               | 26                               | 37                               | -11                              | 1/16      | -         | Fase I                           |
| 1972-1973 |           | 1         |           | 10                               | 6                                | 4                                | 0                                | 2                                | 14                               | 6                                | +8                               | 1/16      | -         | Fase II (Manutenção)             |
| 1973-1974 |           | 5         |           | 44                               | 38                               | 19                               | 6                                | 13                               | 52                               | 31                               | +21                              | 4E        | -         |                                  |
| 1974-1975 |           | 15        |           | 35                               | 38                               | 12                               | 11                               | 15                               | 35                               | 35                               | 0                                | 3E        | -         |                                  |
| 1975-1976 |           | 14        |           | 34                               | 38                               | 13                               | 8                                | 17                               | 37                               | 65                               | -28                              | 4E        | -         |                                  |
| 1976-1977 |           | 10        |           | 28                               | 30                               | 11                               | 6                                | 13                               | 32                               | 34                               | -2                               | 1/32      | -         |                                  |
| 1977-1978 |           | 5         |           | 31                               | 30                               | 12                               | 7                                | 11                               | 42                               | 44                               | -2                               | 1/64      | -         |                                  |
| 1978-1979 |           | 4         |           | 39                               | 30                               | 18                               | 3                                | 9                                | 52                               | 35                               | +17                              | QF        | -         |                                  |
| 1979-1980 |           | 1         |           | 41                               | 30                               | 14                               | 13                               | 3                                | 43                               | 19                               | +24                              | 1/8       | -         | Fase I                           |
| 1979-1980 |           | 3         |           | 3                                | 4                                | 1                                | 1                                | 2                                | 4                                | 7                                | -3                               | 1/8       | -         | Fase II (Apuramento de campeão)  |
| 1980-1981 | 10        |           |           | 27                               | 30                               | 11                               | 5                                | 14                               | 27                               | 38                               | -11                              | 1/64      | -         |                                  |
| 1981-1982 | 13        |           |           | 23                               | 30                               | 9                                | 5                                | 16                               | 20                               | 37                               | -17                              | QF        | -         | Fase I                           |
| 1981-1982 | 2         |           |           | 6                                | 6                                | 2                                | 2                                | 2                                | 5                                | 4                                | +1                               | QF        | -         | Fase II (Manutenção)             |
| 1982-1983 |           | 1         |           | 43                               | 30                               | 18                               | 7                                | 5                                | 51                               | 28                               | +28                              | 1/32      | -         | Fase I                           |
| 1982-1983 |           | 2         |           | 4                                | 4                                | 1                                | 1                                | 2                                | 5                                | 6                                | -1                               | 1/32      | -         | Fase II (Apuramento de campeão)  |
| 1983-1984 | 13        |           |           | 21                               | 30                               | 7                                | 7                                | 16                               | 18                               | 55                               | -37                              | 1/64      | -         | Fase I                           |
| 1983-1984 | 1         |           |           | 9                                | 6                                | 4                                | 1                                | 1                                | 11                               | 4                                | +7                               | 1/64      | -         | Fase II (Manutenção)             |
| 1984-1985 | 10        |           |           | 25                               | 30                               | 7                                | 11                               | 12                               | 25                               | 42                               | -17                              | 1/16      | -         |                                  |
| 1985-1986 | 15        |           |           | 18                               | 30                               | 4                                | 10                               | 16                               | 16                               | 38                               | -22                              | MF        | -         |                                  |
| 1986-1987 |           | 2         |           | 37                               | 30                               | 12                               | 13                               | 5                                | 37                               | 25                               | +12                              | 1/16      | -         | Fase I                           |
| 1986-1987 |           | 2         |           | 7                                | 6                                | 3                                | 1                                | 2                                | 7                                | 7                                | 0                                | 1/16      | -         | Fase II (Apuramento de campeão)  |
| 1987-1988 | 10        |           |           | 38                               | 38                               | 10                               | 18                               | 10                               | 36                               | 45                               | -9                               | QF        | -         |                                  |
| 1988-1989 | 14        |           |           | 33                               | 38                               | 10                               | 13                               | 15                               | 32                               | 39                               | -7                               | 1/64      | -         |                                  |
| 1989-1990 | 15        |           |           | 26                               | 34                               | 9                                | 8                                | 17                               | 24                               | 50                               | -26                              | 1/16      | -         |                                  |
| 1990-1991 | 15        |           |           | 33                               | 38                               | 12                               | 9                                | 17                               | 34                               | 51                               | -17                              | 1/32      | -         |                                  |
| 1991-1992 | 17        |           |           | 25                               | 34                               | 7                                | 11                               | 16                               | 30                               | 47                               | -17                              | QF        | -         |                                  |
| 1992-1993 |           | 14        |           | 30                               | 34                               | 12                               | 6                                | 16                               | 35                               | 48                               | -13                              | 1/8       | -         |                                  |
| 1993-1994 |           | 15        |           | 28                               | 34                               | 12                               | 4                                | 18                               | 30                               | 45                               | -15                              | 3E        | -         |                                  |
| 1994-1995 |           | 10        |           | 32                               | 34                               | 13                               | 6                                | 15                               | 41                               | 46                               | -5                               | 4E        | -         |                                  |
| 1995-1996 |           | 6         |           | 52                               | 34                               | 15                               | 7                                | 12                               | 57                               | 44                               | +13                              | QF        | -         |                                  |
| 1996-1997 |           | 5         |           | 51                               | 34                               | 13                               | 12                               | 9                                | 38                               | 29                               | +9                               | 4E        | -         |                                  |
| 1997-1998 |           | 5         |           | 59                               | 34                               | 17                               | 8                                | 9                                | 63                               | 48                               | +15                              | 1/8       | -         |                                  |
| 1998-1999 |           | 9         |           | 47                               | 34                               | 11                               | 14                               | 9                                | 56                               | 49                               | +7                               | 5E        | -         |                                  |
| 1999-2000 |           | 6         |           | 56                               | 34                               | 14                               | 14                               | 6                                | 52                               | 33                               | +19                              | 4E        | -         |                                  |
| 2000-2001 |           | 5         |           | 58                               | 34                               | 17                               | 7                                | 10                               | 45                               | 31                               | +14                              | 1/8       | -         |                                  |
| 2001-2002 |           | 15        |           | 38                               | 34                               | 9                                | 11                               | 14                               | 27                               | 38                               | -11                              | 5E        | -         |                                  |
| 2002-2003 |           | 14        |           | 41                               | 34                               | 12                               | 5                                | 17                               | 38                               | 40                               | -2                               | 4E        | -         |                                  |
| 2003-2004 |           | 3         |           | 61                               | 34                               | 17                               | 10                               | 7                                | 54                               | 35                               | +19                              | 5E        | -         |                                  |
| 2004-2005 | 11        |           |           | 43                               | 34                               | 13                               | 4                                | 17                               | 39                               | 53                               | -14                              | 1/8       | -         |                                  |
| 2005-2006 | 18        |           |           | 15                               | 34                               | 2                                | 9                                | 23                               | 21                               | 61                               | -40                              | 4E        | -         |                                  |
| 2006-2007 |           | 8         |           | 41                               | 30                               | 10                               | 11                               | 9                                | 23                               | 27                               | -4                               | 5E        | -         |                                  |
| 2007-2008 |           | 15        |           | 29                               | 30                               | 7                                | 8                                | 15                               | 28                               | 39                               | -11                              | 5E        | -         |                                  |
| 2008-2009 |           |           | 1         | 50                               | 22                               | 15                               | 5                                | 2                                | 31                               | 13                               | +18                              | 3E        | FG        | Fase I                           |
| 2008-2009 |           |           | 1         | 45                               | 10                               | 5                                | 5                                | 0                                | 11                               | 4                                | +7                               | 3E        | FG        | Fase II                          |
| 2008-2009 |           |           | MF        | Eli.                             | 2                                | 0                                | 1                                | 1                                | 1                                | 0                                | -1                               | 3E        | FG        | Fase III (Apuramento de campeão) |
| 2009-2010 |           | 7         |           | 41                               | 30                               | 10                               | 11                               | 9                                | 35                               | 34                               | +1                               | 3E        | N.A.      |                                  |
| 2010-2011 |           | 12        |           | 36                               | 30                               | 9                                | 9                                | 12                               | 37                               | 44                               | -7                               | 2E        | 1E        |                                  |
| 2011-2012 |           | 9         |           | 38                               | 30                               | 10                               | 8                                | 12                               | 33                               | 36                               | -3                               | 4E        | FG2       |                                  |
| 2012-2013 |           | 9         |           | 60                               | 42                               | 16                               | 12                               | 14                               | 48                               | 44                               | +4                               | 3E        | FG2       |                                  |
| 2013-2014 |           | 3         |           | 73                               | 42                               | 18                               | 19                               | 5                                | 47                               | 24                               | +23                              | QF        | FG1       |                                  |
| 2014-2015 | 18        |           |           | 22                               | 34                               | 5                                | 7                                | 22                               | 29                               | 69                               | -40                              | 1/8       | FG2       |                                  |
| 2015-2016 |           | 12        |           | 61                               | 42                               | 13                               | 22                               | 11                               | 49                               | 46                               | +3                               | 1/8       | 2F        |                                  |
| 2016-2017 |           | 5         |           | 63                               | 42                               | 18                               | 9                                | 15                               | 56                               | 55                               | +1                               | 1/8       | 2F        |                                  |
| 2017-2018 |           | 5         |           | 62                               | 38                               | 17                               | 11                               | 10                               | 55                               | 43                               | +12                              | 2E        | 2F        |                                  |
| 2018-2019 |           | 8         |           | 45                               | 34                               | 13                               | 6                                | 15                               | 49                               | 48                               | +1                               | 4E        | 1F        |                                  |
| 2019-2020 |           | 15        |           | 28                               | 24                               | 6                                | 10                               | 8                                | 23                               | 24                               | -1                               | 3E        | 1F        |                                  |
| 2020-2021 |           | 7         |           | 46                               | 34                               | 12                               | 10                               | 12                               | 42                               | 42                               | 0                                | 3E        | FG        |                                  |
| 2021-2022 |           | 7         |           | 51                               | 34                               | 14                               | 9                                | 11                               | 38                               | 38                               | 0                                | 4E        | FG        |                                  |
| 2022-2023 |           | ?         |           | ?                                | ?                                | ?                                | ?                                | ?                                | ?                                | ?                                | ?                                | 3E        | FG        |                                  |